# Mine de Bagdad
La mine de Bagdad  est une mine à ciel ouvert de cuivre située près Bagdad de en Arizona aux États-Unis,,.